# Ульрих, Василий Васильевич
Васи́лий Васи́льевич У́льрих (1 [13] июля 1889, Рига — 7 мая 1951, Москва) — советский государственный и военный деятель, армвоенюрист (20 ноября 1935), генерал-полковник юстиции (11 марта 1943).

## Биография
Был крещён в православие. Его отец, латвийский революционер Василий Дмитриевич Ульрих, происходил из балтийских немцев, а мать — из русского дворянского рода. Из-за участия отца в революционной деятельности вся семья 5 лет провела в ссылке в Илимске Иркутской губернии.
Окончил реальное училище в Риге (1909). Высшее образование получил на коммерческом отделении Рижского политехнического института (1914).
В 1908 году примкнул к революционному движению. В 1910 году вступил в РСДРП, большевик. В 1914—1915 годах работал конторщиком управления Риго-Орловской железной дороги. В 1915 году был призван в армию. Сначала служил в сапёрном батальоне писарем, затем окончил школу прапорщиков. В 1917 году произведён в подпоручики. Однако сведения о производстве его в офицеры весьма противоречивы. Есть данные, что на сентябрь 1916 года Ульрих был и. о. помощника контролёра Контроля Николаевской железной дороги.

### Карьера в органах НКВД РСФСР и ВЧК-ОГПУ
С 1918 года работал в органах НКВД и ВЧК зав. финансовым отделом (в то время ВЧК и НКВД имели единый финансовый орган). Вместе с Я. С. Аграновым в 1919 году участвовал в разработке спецопераций. С 1919 года — комиссар штаба войск внутренней охраны. Позже назначен начальником Особого отдела Морских сил Чёрного и Азовского морей, заместителем начальника Контрразведывательного отдела (КРО) Секретно-оперативного управления (СОУ) ГПУ/ОГПУ А. Х. Артузова. С 1920 года — заместитель председателя Военного трибунала войск ВОХР.

### На посту председателя Военной коллегии Верховного суда СССР
В конце 1920 года назначен членом коллегии Революционного военного трибунала Республики. С 1921 года — председатель Военной коллегии Верховного Суда РСФСР. После создания СССР — председатель Военной коллегии Верховного Суда СССР (1926—1948) и одновременно в 1935—1948 заместитель председателя Верховного Суда СССР.

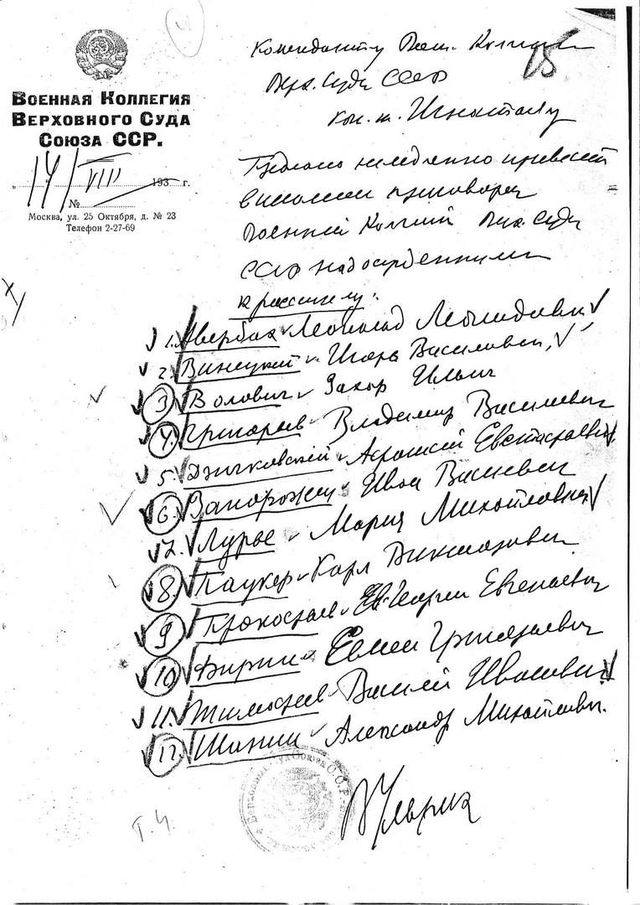
Предложение В. В. Ульриха коменданту Военной коллегии ВС СССР Игнатьеву немедленно растрелять 12 осуждённых: Л. Л. Авербах, И. В. Винецкий, З. И. Волович, В. В. Григорьев, А. Е. Дзичковский, И. В. Запорожец, М. М. Лурье, К. В. Паукер, Г. Е. Прокофьев, С. Г. Фирин, В. И. Тимофеев, А. М. Шанин

На посту председателя Военной коллегии в 1926—1940 годах руководил системой военных трибуналов СССР. Способствовал их активному участию в Большом терроре. Издавал приказы по судебной политике, кадрам, судоустройству и т. д. Фактически не подчинялся председателю Верховного суда СССР и напрямую был связан с Политбюро ЦК ВКП(б). Принимал активное участие в борьбе за власть в системе органов юстиции, до 1938 года — на стороне Вышинского. В 1936—1941 годах безуспешно добивался выделения Военной коллегии из Верховного Суда СССР и создания Главного военного суда, Главного военного суда ВМФ и Спецсуда НКВД.
В августе 1924 года председательствовал на процессе по делу Бориса Савинкова. Ему был вынесен смертный приговор, но тут же заменён на 10 лет тюрьмы.
В марте 1935 года председательствовал в выездном закрытом заседании Военной коллегии Верховного Суда СССР в Ленинграде, которая рассматривала дело Мильды Драуле и её родственников (расстреляны).
Был председательствующим на крупнейших политических процессах во время сталинских репрессий, в том числе по делам об антисоветском объединённом троцкистско-зиновьевском блоке (19—24.8.1936), параллельном антисоветском центре (23—30.1.1937), М. Н. Тухачевского и др. (11.6.1937), антисоветском правотроцкистском блоке (2—13.3.1938).
После окончания Великой Отечественной войны председательствовал на процессах над нацистскими преступниками: бывшим генералом А. А. Власовым и др. (30—31.07.1946), атаманом Г. М. Семёновым, К. В. Родзаевским и др. (26—30.08.1946), атаманами П. Н. Красновым, А. Г. Шкуро и др. (15—16.01.1947).
Ульрих выступал в Политбюро ЦК ВКП(б) с предложениями по ужесточению процедуры рассмотрения политических дел.
В 1930—1940-е годы входил в состав секретной комиссии Политбюро ЦК ВКП(б) по судебным делам. Комиссия утверждала все приговоры о смертной казни в СССР.
В воспоминаниях шахматиста Юрия Авербаха приводятся слухи, что Ульрих лично расстреливал приговорённых. Якобы, расстрелял наркома юстиции Николая Крыленко.
12 декабря 1937 года был избран депутатом Совета Национальностей Верховного Совета СССР 1-го созыва от Коми АССР.
В 1948 году решением Политбюро снят с поста председателя Военной коллегии и заместителя председателя Верховного Суда СССР за недостатки в работе, в частности, за «факты злоупотреблений служебным положением некоторыми членами Верховного Суда СССР и работниками его аппарата», и назначен руководителем Высших военно-юридических курсов при Военно-юридической академии.
Умер в 1951 году от инсульта. Похоронен на Новодевичьем кладбище.
Был женат (второй раз) на Анне Давыдовне Кассель (1892—1974), члене РСДРП с 1910 года, сотруднице секретариата В. И. Ленина.
Отмечают, что Ульрих был заядлым любителем-энтомологом — единственной страстью, которая поглощала его в свободное время, было коллекционирование жуков и бабочек.

## Отзывы современников
моложавый круглолицый и полнотелый блондин в генеральской форме, с ласковой улыбкой на лице. — Отто Тииф, 1945 г.

т. Ульрих в присутствии женщин ругался площадной бранью, употребляя выражение — «жидовская морда»…
известны случаи частых выпивок т. Ульриха, долголетнее сожительство его с двумя женами (А. Д. Ульрих и Г. А. Литкенс)— https://istmat.org/files/uploads/59508/rgaspi_f.82._op.2._d.896_povedenie_ulriha.pdf

«Лично с Ульрихом я знаком не был, но много раз видел его на различных заседаниях. Сидя в приемной или в кулуарах Большого Кремлёвского дворца, где проходили сессии Верховного Совета СССР, я не раз наблюдал за ним. Невысокого роста, с небольшими подстриженными усиками, красными щеками и слащавой улыбкой, Ульрих „шариком“ катался среди присутствующих. Он слыл за доброго, словоохотливого и доступного человека. В нём нельзя было с первого взгляда признать человека, вынесшего так много самых суровых приговоров. Его „обтекаемость“ и „иезуитская“ улыбка говорили скорее о спокойной службе и жизни не в роли председателя Военной коллегии…
…Холёный и довольный своей судьбой, Ульрих медленно открыл папку и перелистал бумагу. Разве его могли вывести из
равновесия такие фигуры, как мы! Он видывал здесь и людей покрупнее, и дела посерьёзнее…
…Ульрих — это слепое орудие в руках вышестоящих органов…» Н. Г. Кузнецов
Кузнецов Николай Герасимович. «Крутые повороты: из записок адмирала».

## Награды
- два ордена Ленина (20.08.1937 — за успешную работу по укреплению революционной законности и охране интересов государства, …)
- два ордена Красного Знамени
- орден Отечественной войны 1-й степени
- орден Красной Звезды
- Юбилейная медаль «XX лет Рабоче-Крестьянской Красной Армии» (22.02.1938)

## В кинематографе
- Игорь Горбачёв («Синдикат-2», СССР, 1981).
- Ян Янакиев («Враг народа Бухарин», СССР, 1990).
- Кадры советской хроники (объявление В. В. Ульрихом приговора по Третьему московскому процессу — 44:10 (тайм-код) 9-й серии сериала «Мастер и Маргарита», Россия, 2005).
- Александр Семчев («Королёв», Россия, 2007).
- Юрай Кукура[нем.] («Отель Люкс», Германия, 2011).

## Галерея

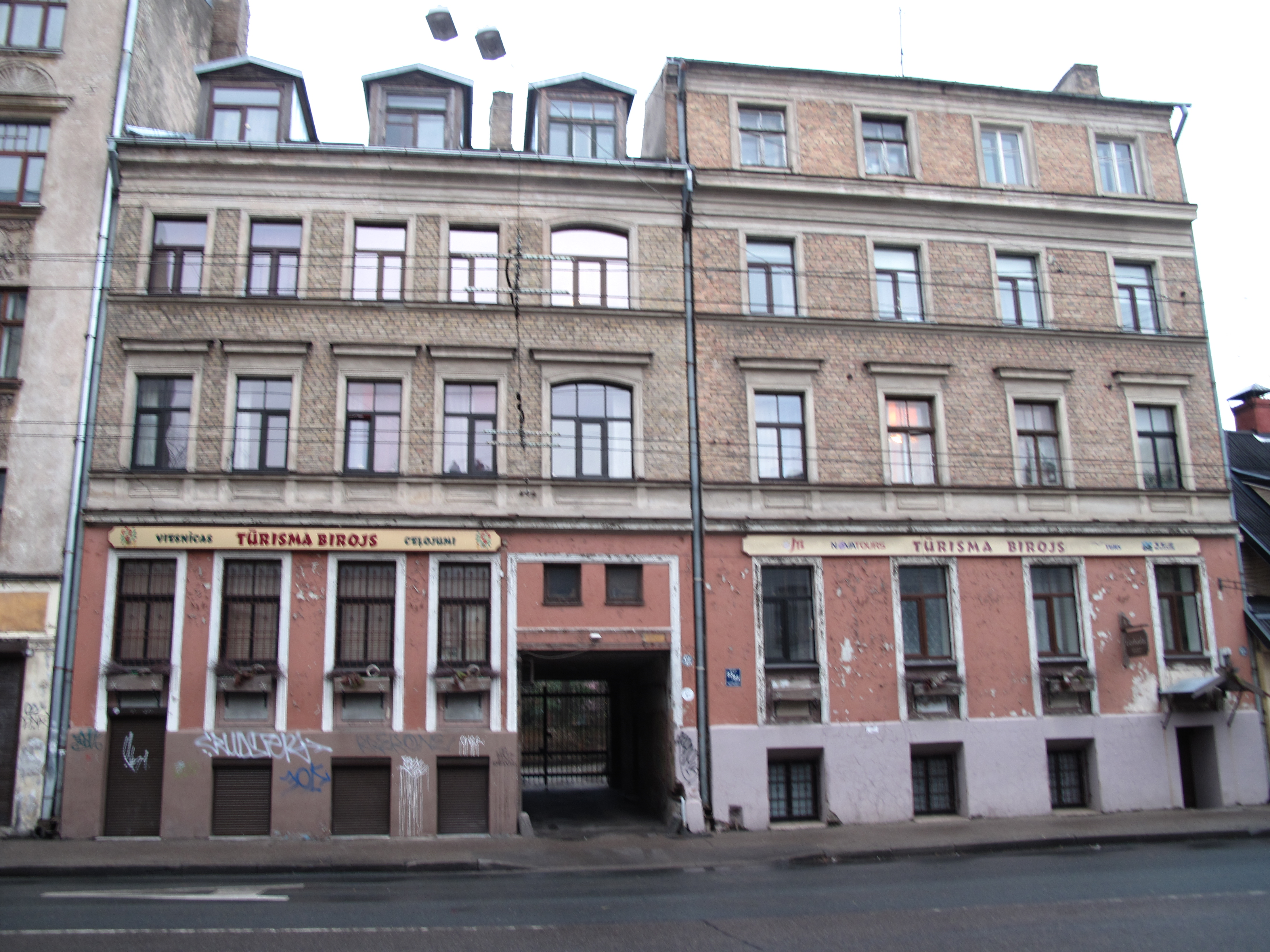
Дом в Риге, где прошли молодые годы Василия Ульриха
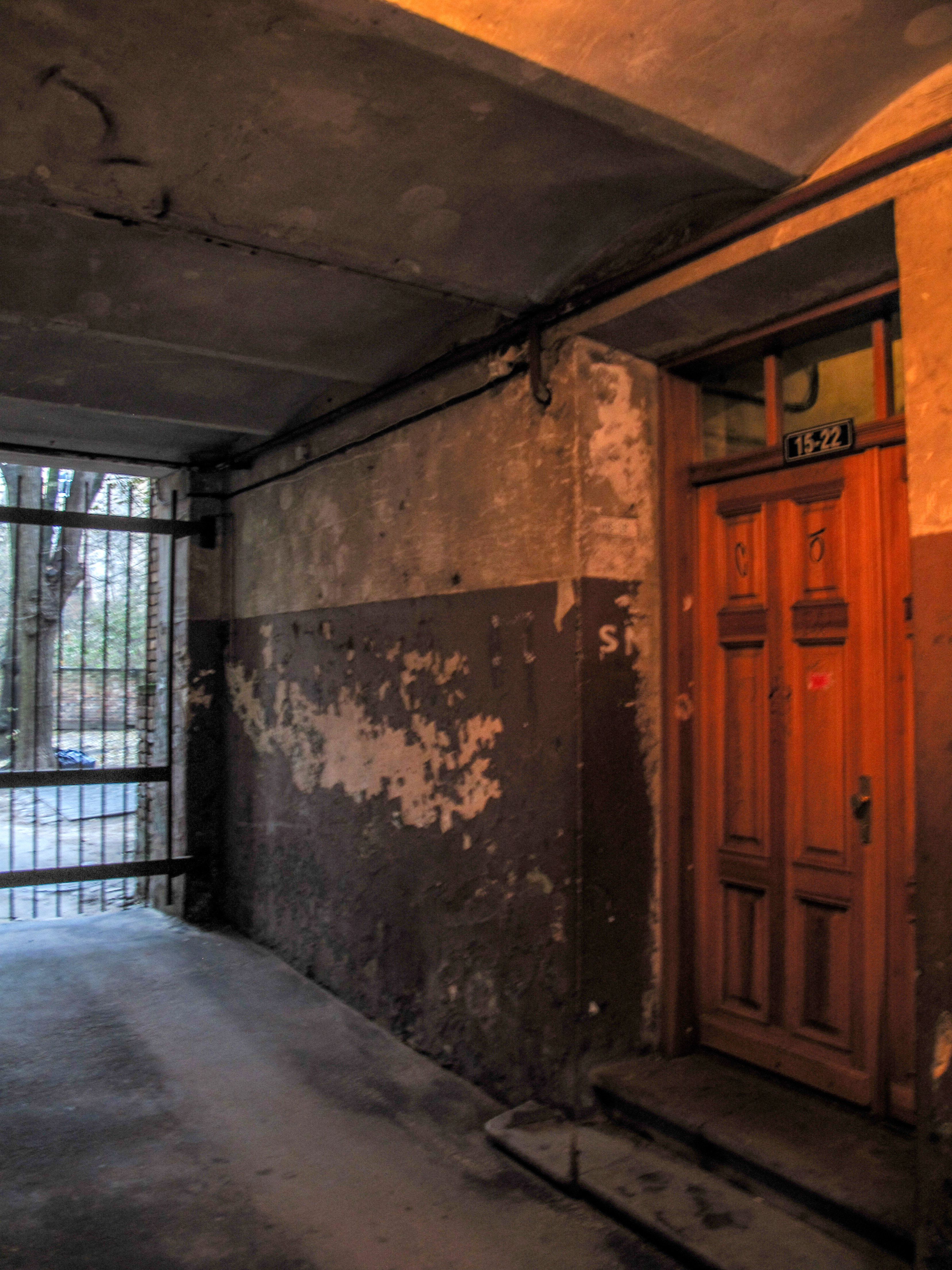
Подъезд дома Ульриха (современный вид)
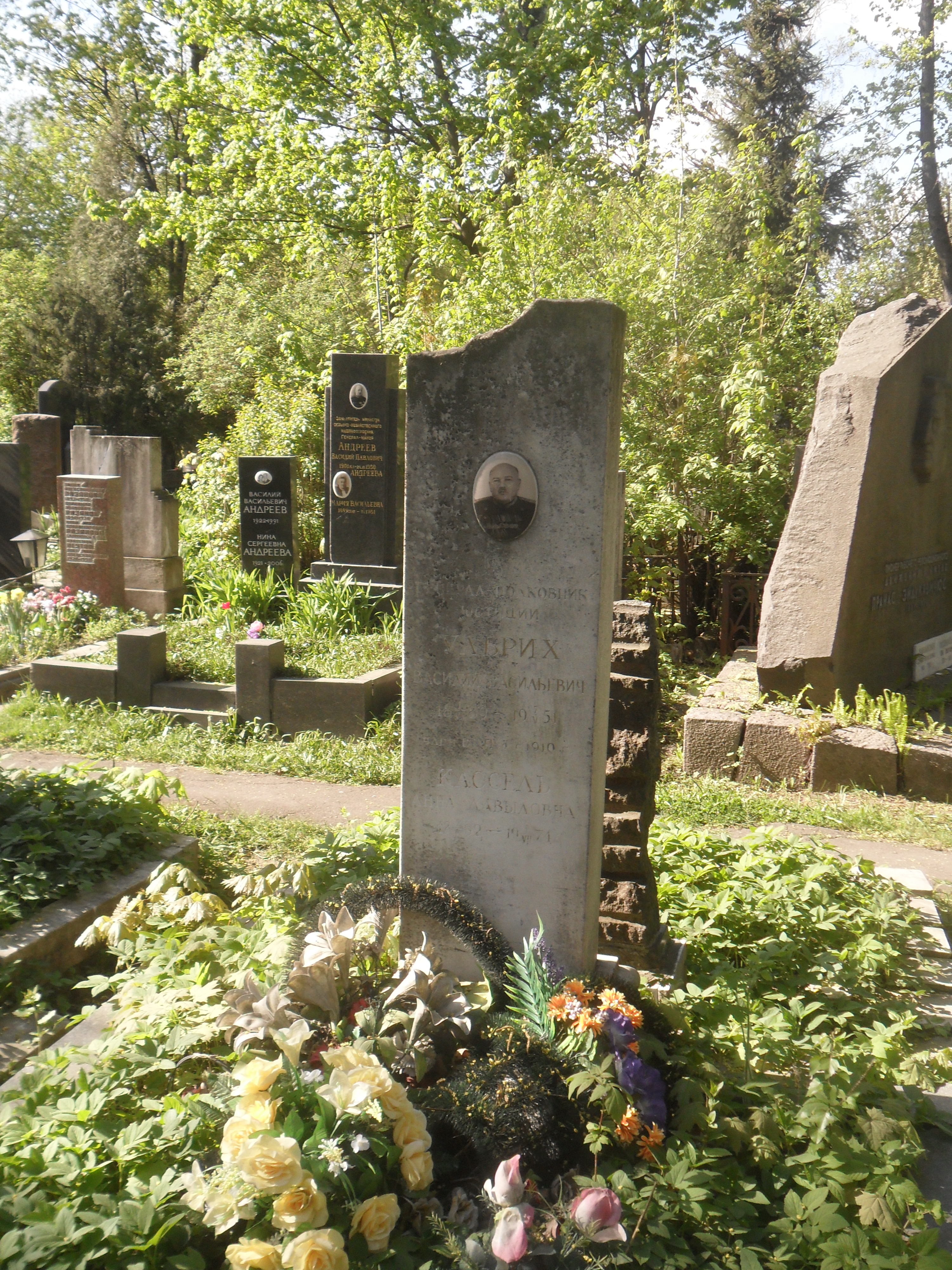
Могила Ульриха на Новодевичьем кладбище Москвы
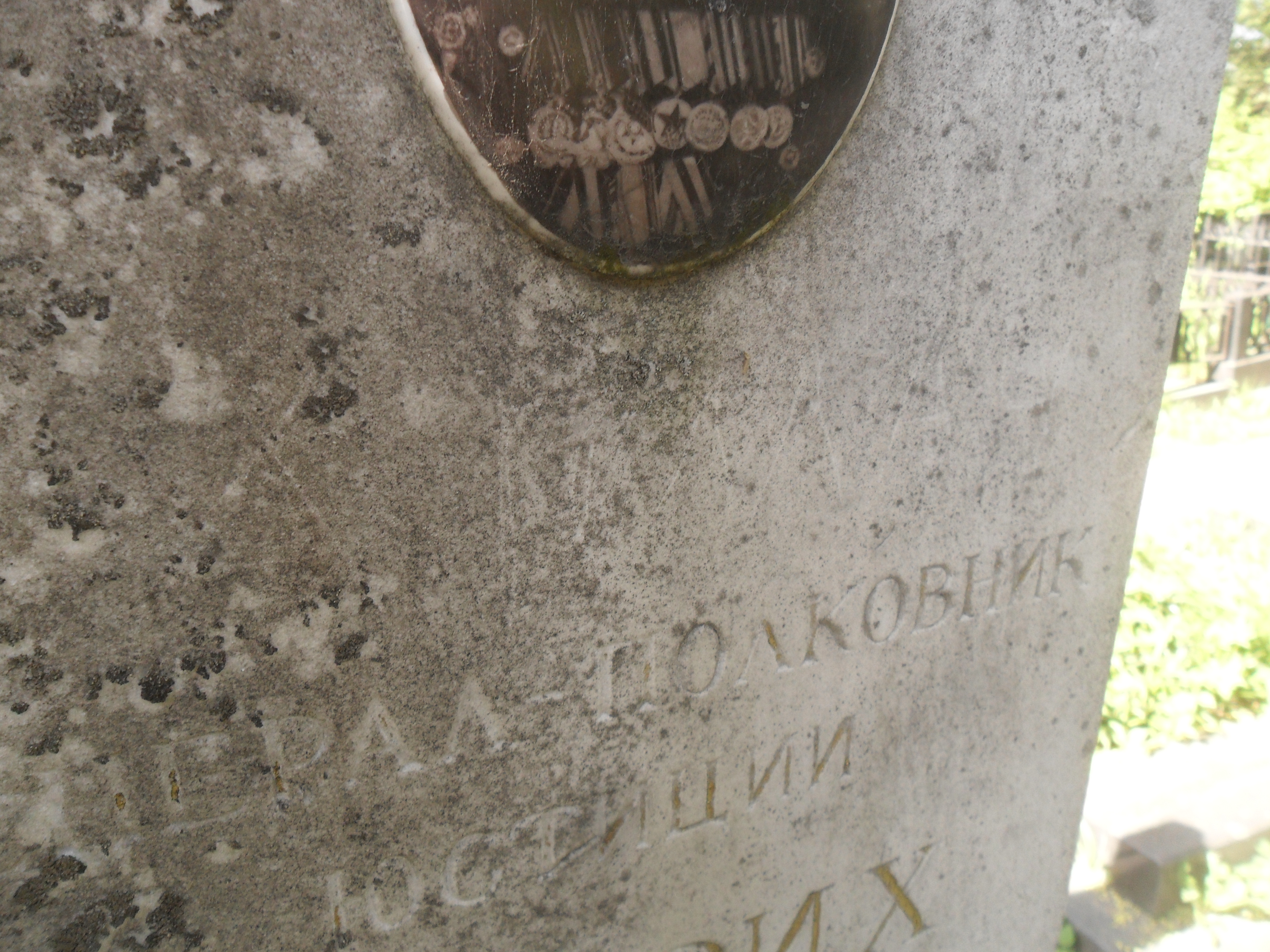
Следы вандализма на могиле Ульриха — видно нацарапанное на памятнике слово «Палач»